# Gornja Rženica
Gornja Rženica este un sat din comuna Plav, Muntenegru. Conform datelor de la recensământul din 2003, localitatea are 269 de locuitori (la recensământul din 1991 erau 291 de locuitori).

## Demografie
În satul Gornja Rženica locuiesc 199 de persoane adulte, iar vârsta medie a populației este de 37,7 de ani (34,2 la bărbați și 41,3 la femei). În localitate sunt 86 de gospodării, iar numărul mediu de membri în gospodărie este de 3,13.
Această localitate este populată majoritar de sârbi (conform recensământului din 2003).
|  |

| Demografie | Demografie | Demografie |
| An         | Locuitori  | Locuitori  |
| ---------- | ---------- | ---------- |
|            |            |            |
|            |            |            |
|            |            |            |
|            |            |            |
| 1948       | 398        |            |
| 1953       | 550        |            |
| 1961       | 624        |            |
| 1971       | 509        |            |
| 1981       | 370        |            |
| 1991       | 291        | 291        |
| 2003       | 269        | 269        |

| \| Componența etnică conform recensământului din 2003[2] \| Componența etnică conform recensământului din 2003[2] \| Componența etnică conform recensământului din 2003[2] \| Componența etnică conform recensământului din 2003[2] \| Componența etnică conform recensământului din 2003[2] \| \| ----------------------------------------------------- \| ----------------------------------------------------- \| ----------------------------------------------------- \| ----------------------------------------------------- \| ----------------------------------------------------- \| \| \| \| \| \| \| \| Sârbi \| Sârbi \| \| 243 \| 90,33% \| \| Muntenegreni \| Muntenegreni \| \| 15 \| 5,57% \| \| Albanezi \| Albanezi \| \| 10 \| 3,71% \| \| Musulmani \| Musulmani \| \| 1 \| 0,37% \| \| necunoscută \| necunoscută \| \| 0 \| 0% \| |              |  |     |        |
| Componența etnică conform recensământului din 2003 |              |  |     |        |
| |              |  |     |        |
| Sârbi | Sârbi        |  | 243 | 90,33% |
| Muntenegreni | Muntenegreni |  | 15  | 5,57%  |
| Albanezi | Albanezi     |  | 10  | 3,71%  |
| Musulmani | Musulmani    |  | 1   | 0,37%  |
| necunoscută | necunoscută  |  | 0   | 0%     |